# Nagy Kató
Nagy Kató (Käthe von Nagy; Szabadka, 1904. április 4. – 1973. december 20.) vajdasági születésű magyar színésznő, modell és táncos.

## Pályafutása
Fiatalon Budapesten tanult színészetet és táncot, valamint magazinokba publikált rövid lélegzetvételű cikkeket. Szülei, főként édesapja, eleinte ellenezték pályaválasztását, így visszatért szülővárosába és apja bankjában kezdett dolgozni, miközben éjjelente titokban regényeket írt.
1926-ban költözött Berlinbe, hogy színészi karrierjét folytassa. Ismeretlen színésznőként a Pesti Hírlapnak is publikált Németországból. Több sikertelen próbálkozás után Korda Sándor fedezte fel. Szerepet kapott az 1927-es Férfiak házasság előtt (Männer vor der Ehe) című komédiában, amelyet későbbi férje, Constantin J. David rendezett. 1928-ban a Wien, die Stadt meiner Träume (Bécs, az álmaim városa) című filmben kapott főszerepet, amely meghozta számára a széles körben való elismertséget. Későbbi filmes pályafutása során több főszerepet is kapott a filmipar akkori európai központjában, de modellként is komoly hírnévre tett szert. 1931-ben a Le capitaine Craddock (Craddock kapitány) című filmmel Franciaországban is ismertté vált és a későbbiekben főként francia nyelvű filmekben szerepelt, de német alkotásokban is feltűnt. Utoljára a Die Försterchristl (Az erdész lánya) című filmben volt látható 1952-ben, Johanna Matz rendezésében.
A második világháború ideje alatt szinte teljesen visszavonult a filmipartól, mindössze egyetlen szerepet vállalt, a Mahlia la métisse-ben. Akkori pletykák szerint népszerűségét akarván kihasználni, 1940-ben Heinrich Himmler, az SS vezetője fordult hozzá azzal a kéréssel, hogy legyen a szervezet guminő programjának modellje. A német katonákat a keleti fronton rájuk leselkedő nemi betegségektől akarták megóvni ezzel a lépéssel, illetve az árja faj tisztaságát akarták vele megóvni. Mivel a történelmileg az eset nem támasztható alá minden kétséget kizárólag, így az hitelesnek sem tekinthető.

## Magánélete, családja
Arisztokrata családban született. Édesapja bankigazgató volt. Tizenhat éves korában meg akart házasodni, azonban ezt szülei ellenezték. Tanulmányait Bécsben és Budapesten, a Deésy Alfréd filmiskolájában végezte.
Első férje Constantin J. David filmrendező volt, akivel 1927-ben házasodott össze. Második férje Jacques Fattini volt, azonban a kettőjük kapcsolatáról kevés információ maradt fent az utókornak. 1973. december 20-án, a kaliforniai Ojai városában, 69 éves korában hunyt el, rákbetegség következtében.

## Filmográfia
- Forradalom az agglegény otthonban (1929)
- Bohóc és a táncosnő (1930)
- Őfelsége, a szerelem (1931)
- Feleségem a szélhámos (1931)
- Ronny (1931)
- Diadalmas férfi (1932)
- A legszebb kaland (1932)
- Éjjel én, nappal te (1932)
- A vörös rém (1933)
- A nagyvilági nő (1934)
- Egy nagy ember barátnője (1934)
- Méltóságos asszony trafikja (1934)
- Kaland a bécsi udvarban (1934)
- Turandot, a makacs császárlány (1934)
- Az ördög cimborái (1934)
- Hazaáruló (1935)
- Sorrentói kaland (1936)
- Érett lányok (1938)
- A diadalmas férfi (1938)
- Lángoló fiatalság (1938)

## További információ
- "Käthe von Nagy", Internet Movie Database
- "Käthe von Nagy – 1935 Pictures", Madamedepompadour
- "Käthe von Nagy Biography", Virtual History
- Nagy Kató – Käthe von Nagy